# Канкан (град)
Вижте пояснителната страница за други значения на Канкан.
Канкан (на френски: Kankan, на мандинка: Kánkàn) е най-големият по площ град в Гвинея.
По данни от 2010 година населението на града е 218 069 души. Намира се в региона Горна Гвинея, на бреговете на река Мило. Канкан е столица на едноименния административен регион и център на едноименната префектура.
Градът е известен със своя университет, с религиозните си практики и с манговите си дървета. Разполага с речно пристанище и с летище.
Главните земеделски култури, отглеждани в Канкан са сорго, царевица, различни плодове и памук. С френска финансова помощ е изградена и фабрика за преработка на памук.